# 彰化縣私立文興高級中學
天主教私立文興高級中學，簡稱文興中學，是一所位於臺灣彰化縣田中鎮的天主教私立綜合中學。由柏高理修女及蔡文興主教等人於1969年（民國五十八年）創辦文興女中。1994年8月（民國八十三年）改名為彰化縣私立文興高級中學。

## 歷史

### 背景
1949年（民國三十八年），在臺中監牧區蔡文興監牧的邀請下，多位修女經香港前往中臺灣；起初，她們在彰化縣羅厝堂區協助傳教工作，並隨後奉命調至田中鎮協助傳教。為招收更多修女從事傳教工作，她們向蔡文興監牧請求准予招收會員以培養本地修女；隨後，她們以田中堂區的主保耶穌聖心為修會名稱，在1953年於當地耶穌聖心堂旁土地上正式成立耶穌聖心修女會（Sisters of the Sacred Heart of Jesus）。

### 創校
1969年（民國五十八年），為了幫助更多女性獲得教育，耶穌聖心修女會的成員在柏高理修女的領導及蔡文興主教大力支持下成立一所高級中學；為感謝蔡文興主教，將學校命名為「文興中學」。創立初期，主要設有幼兒保育科，以培育女性學生照顧幼小兒童之技術。隨後又設立聖心幼稚園，以作為該校學生實習與就業之場所。

## 歷任校長
| 任別 | 任期                    | 姓名       | 異動原因             |
| ---- | ----------------------- | ---------- | -------------------- |
| 1    | 1969年7月 － 1971年9月  | 宋稚青神父 |                      |
| 2    | 1971年10月 － 1976年8月 | 劉振修女   |                      |
| 3    | 1976年9月 － 1980年7月  | 楊淑女修女 |                      |
| 4    | 1980年8月 － 2000年8月  | 劉振修女   | 第二次上任並期滿退休 |
| 5    | 2000年8月 － 2008年8月  | 莊文正     | 期滿退休             |
| 6    | 2008年8月 － 2020年8月  | 林慶國     | 期滿退休             |
| 7    | 2020年8月 － 2024年8月  | 歐陽郁文   | 期滿退休             |
| 8    | 2024年8月 － 現任       | 黃淑玫     |                      |

## 各科學程
- 國中部
- 綜合高中部
  - 學術自然學程
  - 學術社會學程
  - 應用日語學程
  - 資訊應用學程
  - 商業服務學程
  - 多媒體製作學程[2]

## 外部連結
- 官方网站
- 文興高中校友會 （页面存档备份，存于）